# Magura (Velká Fatra, 1059 m)
Magura (1059,3 m n. m.) je vrchol v severní části Velké Fatry nad obcí Nolčovo a Krpeľany. Díky poloze na okraji pohoří je z ní výhled na Turčianskou kotlinu a Malou Fatru.

## Geologická stavba
Podloží je tvořeno druhohorními křídami (Jura), tzv. mráznického souvrství Fatrika: šedé slínovité vápence, slínovce a slínovité břidlice (valangin až spodní Barem); dále tzv. osnické souvrství: světlešedé, slabě slínovité kalpionelové vápence a slínovité břidlice (vrchní titón až spodní valangin). V lokalitě Rudno v Ľubochnianské dolině se nacházejí pozůstatky štol, ve kterých se těžil limonit.

## Přístup
- po žluté značce z Nolčova

## Galerie

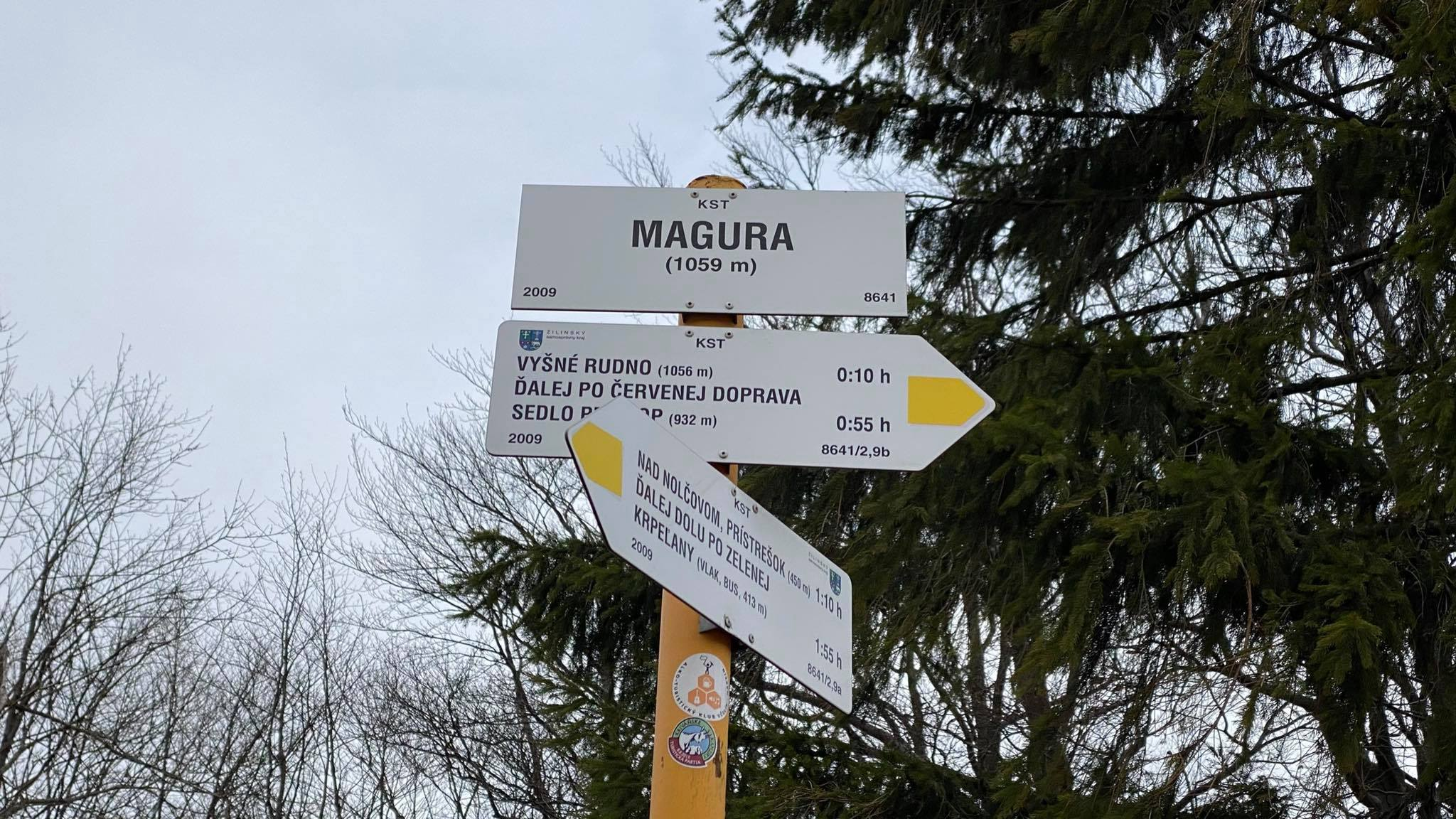
Tabule SKT na vrcholu
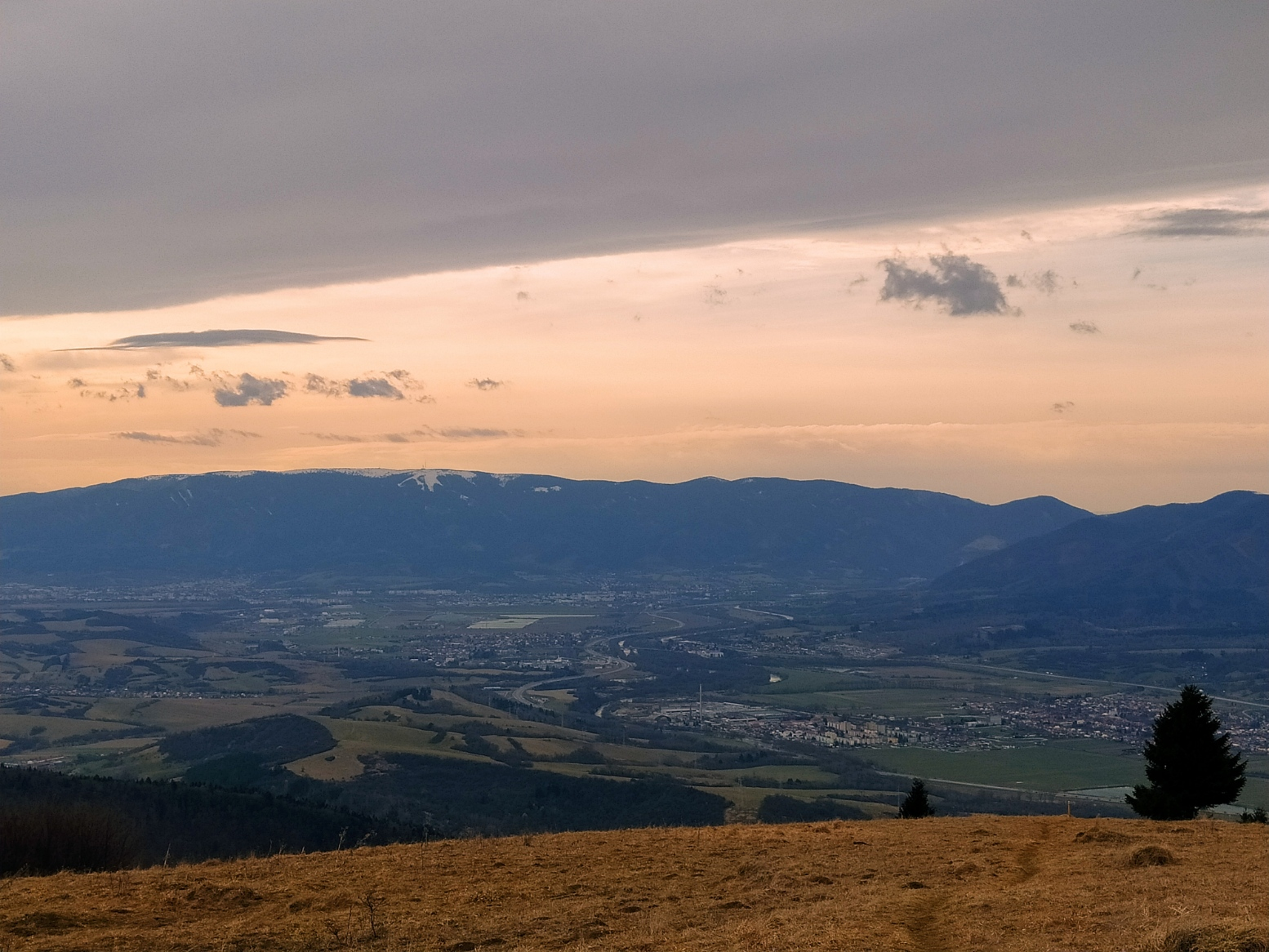
Výhled směrem na Lúčanskou Malou Fatru
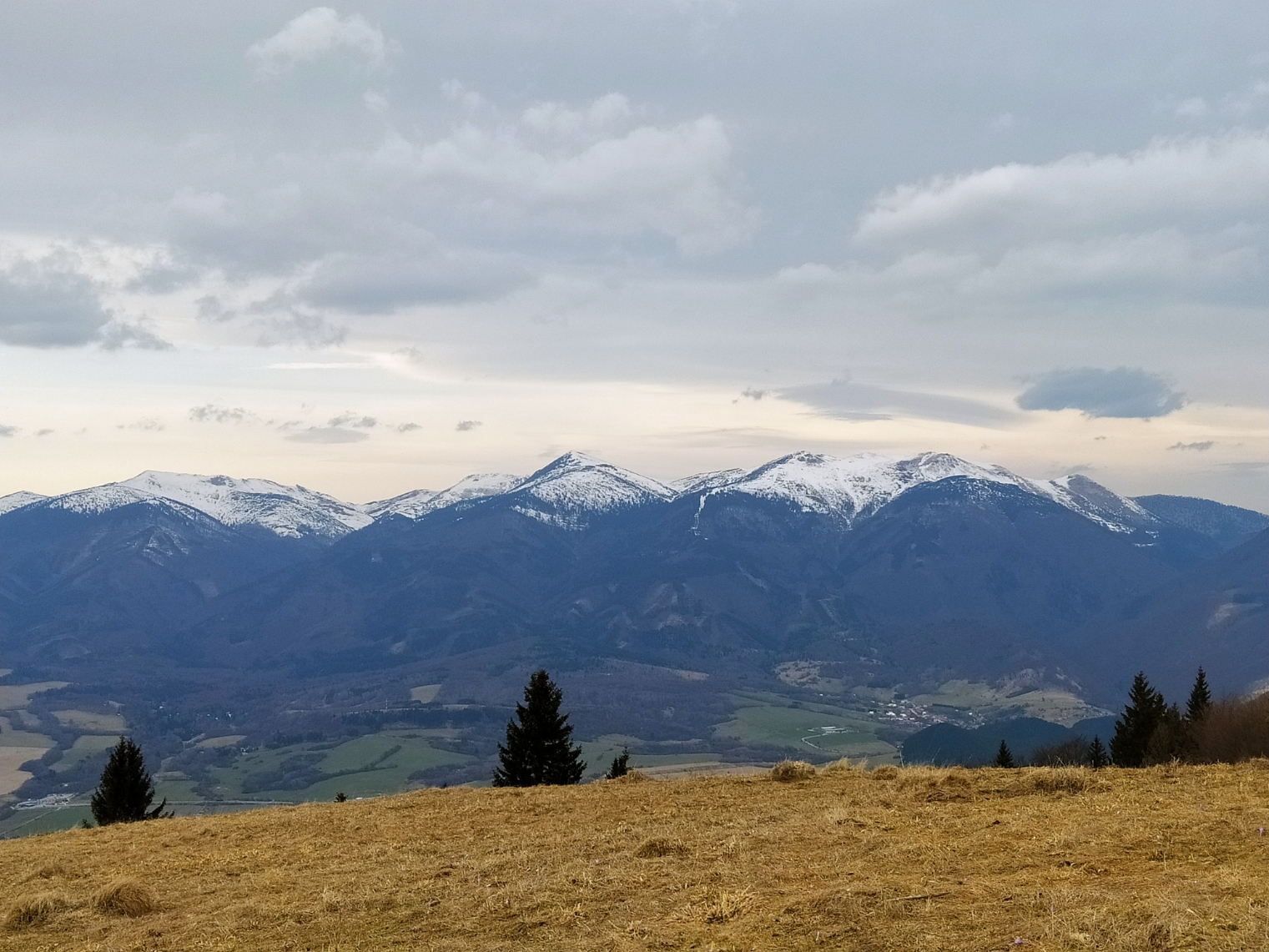
Výhled směrem na Kriváňsku Malou Fatru